# Universidade Sejong
A Universidade Sejong (hangul: 세종대학교; hanja: 世宗大學校; rr: Sejong Daehakgyo; MR: Sejong Taehakkyo) é uma universidade privada localizada em Seul, Coreia do Sul. Sua fundação ocorreu em 1940 quando um consórcio estabeleceu o Instituto de Humanidades Kyung Sung. Em 1978, a academia recebeu o nome de Universidade Sejong em homenagem a Sejong, o Grande, o quarto rei da dinastia Joseon e criador do alfabeto coreano hangul.
A Universidade Sejong possui nove nove escolas de graduação: Faculdade de Artes Liberais, Faculdade de Ciências Sociais, Faculdade de Administração de Empresas, Faculdade de Hospitalidade e Gestão de Turismo, Faculdade de Ciências Naturais, Faculdade de Ciências da Vida, Faculdade de Eletrônica e Engenharia da Informação, Faculdade de Engenharia e Faculdade de Artes e Educação Física, e uma Faculdade de Educação Geral, além de possuir sete escolas de pós-graduação. Conhecida por sua posição na gestão de turismo, dança, animação e ginástica rítmica.
A universidade possui a Faculdade de Artes e Educação Física e a Faculdade de Hospitalidade e Gestão de Turismo, que encontram-se no topo do ranking do país.

## Rankingse reconhecimento
- Em 2001, o jornal Korea JoongAng Daily, escolheu a Universidade Sejong como a universidade que “mais se aprimorou” entre 123 universidades na Coreia do Sul. O mesmo classificou a universidade no 16º lugar geral em sua lista no ano seguinte. Em 2008, a universidade se estabeleceu em nono lugar no ranking de universidades sem faculdades de medicina e em número quatro em realizações acadêmicas.[1]
- Em abril de 2007, o seu Departamento de Administração de Empresas tornou-se a quarta escola de negócios credenciada pela AACSB (Associação para o Avanço da Escola Colegiada de Negócios), seguindo a Universidade Nacional de Seul, a Universidade da Coreia e a KAIST.[2][3]
- No ranking da QS Asian University de 2010: a Universidade Sejong classificou-se em 181º lugar entre as universidades da Ásia e em número 39 na Coreia.[4]
- Em 2010, o MoEST nomeou a Universidade Sejong como uma das melhores universidades da reforma educacional.
- Em 2012 e 2013, se estabeleceu nas posições de número 40 e 26, respectivamente, no ranking das universidades publicado pelo jornal Korea JoongAng Daily.
- Em 2014 e 2015, posicionou-se em quarto lugar entre as universidades da Coreia do Sul em lista realizada pelo Chosun Ilbo-QS.